# Memelbruggenhoofd
Het Memelbruggenhoofd was een Duits bruggenhoofd in de winter 1944/45 aan het oostfront in de Tweede Wereldoorlog. In oktober 1944 rukte het Rode Leger op door de Baltische Staten en bereikte de Oostzeekust. Hierbij werd de stad Memel afgesneden van de rest van de Duitse troepen en werd daarmee een bruggenhoofd. De Sovjets probeerde stormenderhand de stad in te nemen, maar dit mislukte en na zo’n twee weken van zware gevechten gaven ze het op en begonnen hun troepen naar belangrijker fronten te verplaatsen. Daarna volgde een statische strijd van zo’n drie maanden. De Duitsers ontruimden het bruggenhoofd eind januari 1945, gedwongen door de Sovjet opmars in Oost-Pruisen. De Sovjettroepen konden daarop de stad eenvoudig innemen.

## Inleiding

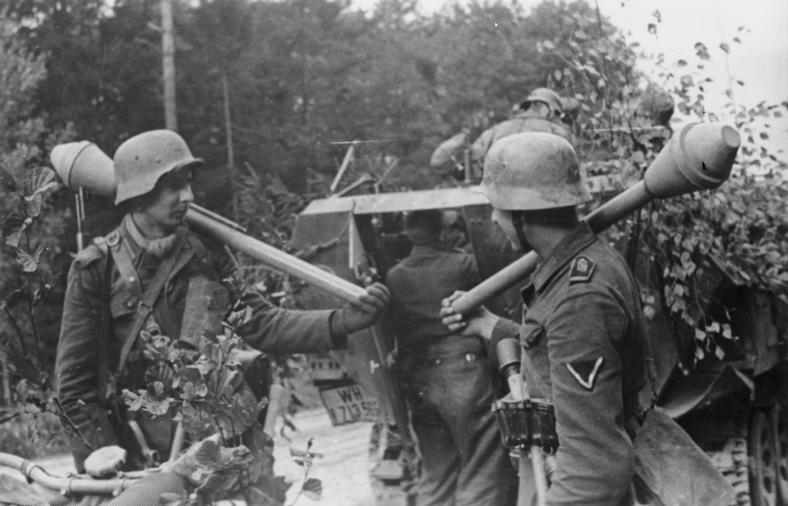
Grenadiers van de Divisie Großdeutschland met Panzerfausten

Op 5 oktober 1944 lanceerde het 1e Baltische Front onder leiding van Generaal Ivan Bagramjan zijn Memeloffensief vanuit de regio Šiauliai in Litouwen richting de Oostzeekust. Doel was het van elkaar scheiden van de Duitse Heeresgruppen Mitte en Nord en de inname van de belangrijke havenstad Memel. Het Duitse front van het 3e Pantserleger (Generaloberst Erhard Raus) werd met overmacht opengescheurd en het 5e Garde Tankleger tezamen met het 43e Leger rukten op richting westen en bereikten vier dagen later al de kust ten noorden van Memel rond Polangen. Daarmee was de eerste doelstelling bereikt. Ook de kust van het Koerse Haf (Duits: Kurisches Haff) ten zuiden van de stad werd bereikt bij Heydekrug en daarmee was Memel geïsoleerd. Slechts een route bleef nog over, via de Koerse Schoorwal (Duits: Kurische Nehrung).

## Situatie bij begin beleg
Op 10 oktober 1944 was het gebied rond Memel dus een bruggenhoofd geworden. Het Sovjet 43e Leger probeerde het bruggenhoofd en de stad stormenderhand in te nemen. Dit leger beschikte hiervoor over vier korpsen fuseliers met in totaal twaalf divisies fuseliers plus een Garde tankbrigade. Intussen was aan de Duitse kant het 28e Legerkorps onder leiding van Generaal der Infanterie Hans Gollnick aangewezen om de verdediging te organiseren. Gollnick kon hoofdzakelijk beschikken over de Pantsergrenadierdivisie Großdeutschland en de 7e Pantserdivisie, die beide zich teruggetrokken hadden in dit gebied. Daarnaast was in allerijl ook het grootste deel van de 58e Infanteriedivisie vanuit het gebied Riga naar Memel verplaatst. De troepen gingen per schip (de Füselier) en de bespande- en gemotoriseerde delen via land. Gelukkig konden ook nog de 1e en 2e compagnie van Schwere Panzer-Abteilung 502 met 13 Tigers Memel bereiken.

## Evacuaties
De burgers van Memel en bijbehorende Landkreis waren al in de eerste augustus-helft uit voorzorg geëvacueerd. Het ging hierbij om rond 45.000 personen, waarbij rond 3.000 (meest mannen) achterbleven om te zorgen dat de verzorgingsinrichtingen, maar ook de boerderijen bleven werken.
Nadat op 5 oktober het Sovjetoffensief begonnen was, kreeg het 24e U-boot flottielje bevel te evacueren naar Gotenhafen. Nadat op 8 oktober het officiële evacuatiebevel van de resterende burgers door de Gauleitung gegeven was, werden de meesten met de hulpschepen van het U-boot flottielje over zee geëvacueerd.

## Slagorde op 10 oktober 1944

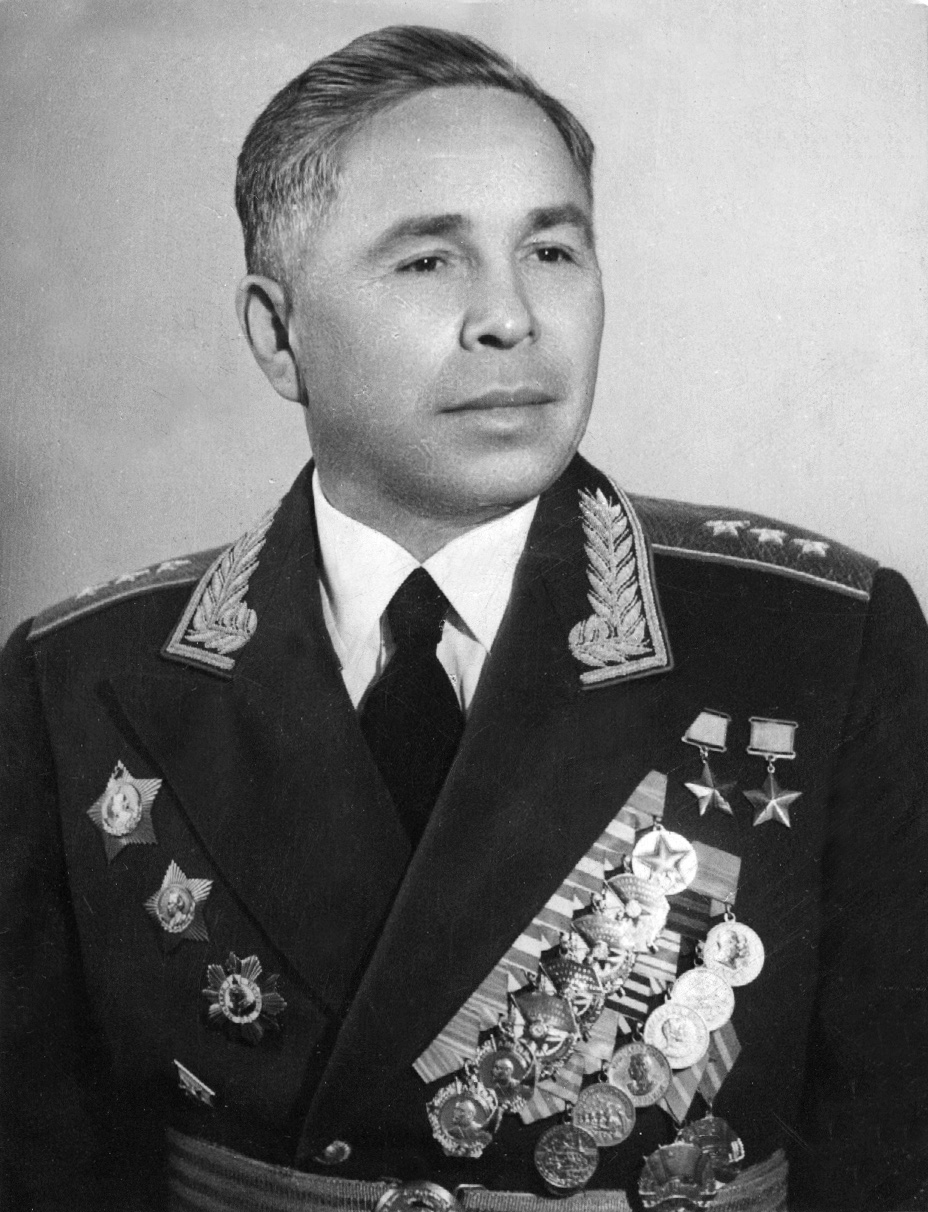
Generaal Beloborodov, hier in de jaren vijftig

### Sovjet-Unie
- 43e Leger (Luitenant-generaal Afanassi P. Beloborodov)
  - 10 Garde Tankbrigade (Kolonel Nikolaj V. Volkov)
  - 1e Fuselierskorps (Luitenant-generaal Nikolaj A. Vasiljev):
    - 145e Fuseliersdivisie (Generaal-majoor Vladimir K. Gorbatsjev)
    - 306e Fuseliersdivisie (Generaal-majoor Michail I. Koetsjerjavenko)
    - 357e Fuseliersdivisie (Generaal-majoor Aleksandr G. Koedrjavtsev)

  - 19e Fuselierskorps (Generaal-majoor Dmitri I. Samarski):
    - 32e Fuseliersdivisie (Kolonel Jakov Y. Verbov)
    - 70e Fuseliersdivisie (Kolonel Serafim A. Krasnovski)
    - 344e Fuseliersdivisie (Kolonel Georgi I. Droezjinin

  - 90e Fuselierskorps (Generaal-majoor Ernest Z. Sedoelin):
    - 26e Fuselierdivisie (Generaal-majoor Vasili A. Belonogov)
    - 182e Fuseliersdivisie (Kolonel Michail V. Fedorov)
    - 208e Fuseliersdivisie (Kolonel Aleksandr G. Spasjoek (t/m 10-10-1944), Kolonel Rodion V. Tsvetkov (vanaf 11-10-1944))

  - 92e Fuselierskorps (Generaal-majoor Nikolaj B. Ibianskii):
    - 156e Fuseliersdivisie (Generaal-majoor Fjodor I. Gryzlov)
    - 179e Fuseliersdivisie (Generaal-majoor Michail M. Sjkoerin)
    - 235e Fuseliersdivisie (Generaal-majoor Ivan L. Loetskevitsj)
- 5e Garde Tankleger (Luitenant-generaal Vassili T. Volski) (enkele delen)
  - 3e Garde Tankkorps (Luitenant-generaal Aleksej P. Panfilov)

### Wehrmacht
- 28e Legerkorps (Generaal der Infanterie Hans Gollnick)
  - Pantsergrenadierdivisie Großdeutschland (Generalmajor Karl Lorenz)
  - 7e Pantserdivisie (Generalleutnant Karl Mauss)
  - 58e Infanteriedivisie (Generalleutnant Curt Siewert)
  - Schwere Panzer-Abteilung 502 (Hauptmann Ferdinand von Foerster) met 1e en 2e compagnie
  - Marine-Flak-Abteilung 217 en 227
  - 2 compagnieën Volkssturm
  - vele kleinere eenheden

### Sterkteoverzicht 28e Legerkorps
Een goed voorbeeld van de actuele sterkte van de Duitse troepen in het bruggenhoofd toont de volgende tabel van 30 december 1944:
| Eenheid            | Totale sterkte "Tagesstärke" | Gevechtssterkte "Kampfstärke" | Infanteriesterkte "Kampfstärke d. Infanterie" |
| ------------------ | ---------------------------- | ----------------------------- | --------------------------------------------- |
| Gebied 58e ID      | 8.747                        | 4.891                         | 3.554                                         |
| Gebied 95e ID      | 10.078                       | 6.304                         | 4.741                                         |
| "Heeresartillerie" | 1.599                        | 1.034                         | -                                             |
| s.Pz.Abt. 502      | 412                          | 150                           | -                                             |
| s.Werf.Rgt. 3      | 477                          | 378                           | -                                             |
| "Heerespioniere"   | 790                          | 612                           | -                                             |
| Luftwaffe-Flak     | 720                          | 720                           | -                                             |
| Verbindingstroepen | 362                          | -                             | -                                             |
| Kriegsmarine       | 1.848                        | -                             | -                                             |
| Verzorgingstroepen | 1.045                        | -                             | -                                             |
| Totaal             | 26.078                       | 14.099                        | 8.295                                         |

Dit was exclusief 7226 man op de Koerse Schoorwal.

De sterkte aan gepantserde voertuigen was op die datum:
| Eenheid               | Inzetbaar | Kort onderhoud | Lang onderhoud |
| --------------------- | --------- | -------------- | -------------- |
| 58e ID - StuG         | 11        | 3              | 0              |
| 58e ID – s.Pak.Sf     | 4         | 0              | 1              |
| 95e ID - StuG         | 8         | 6              | 0              |
| StuG.Brig. 278 - StuG | 40        | 0              | 2              |
| s.Pz.Abt. 502 – Tiger | 17        | 0              | 3              |
| Totaal                | 80        | 9              | 3              |

## Pogingen van de Sovjets het bruggenhoofd in te nemen

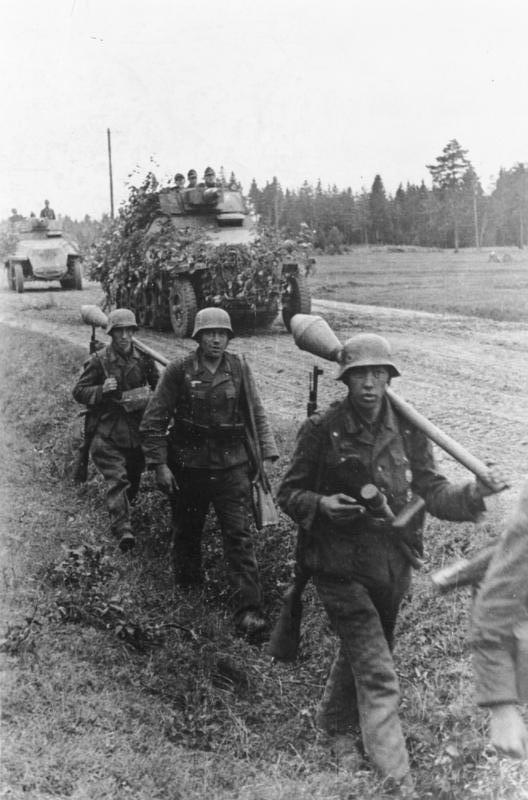
Pantserfuseliers en halfrupsvoertuigen van de Divisie Großdeutschland

Op 10 oktober rond zonsopkomst, viel het 43e Leger, met delen van het 5e Garde Tankleger, aan rond het bruggenhoofd. De aanval werd voorafgegaan door een zwaar artilleriebombardement. 7 km oostelijk van Memel kwam het tot heftige gevechten, waarbij ettelijke doorbraken en tegenstoten plaatsvonden. In de noordelijke sector langs de kust vonden aanvallen plaats tegen een panzergrenadierbataljon van Großdeutschland. De eerste golven waren echter geen Sovjettroepen, maar Litouwse burgers die snel opgenomen in het Rode Leger werden en meteen op de Duitse loopgraven afgestuurd werden. Deze werden eenvoudig neergemaaid en de ondersteunende tanks werden door een paar Tigers van Großdeutschland en door een Marine-Flak-batterij met 128 mm kanonnen uitgeschakeld. Ondersteuning van Kampfgruppe Thiele vanaf zee was zeer welkom: de grote kanonnen hadden een sterke uitwerking op de aanvallende Sovjettroepen. De gevechten duurden drie dagen, en pas op 12 oktober flauwden ze af.
Op 14 oktober volgde de volgende poging. Het voorbereidende artilleriebombardement was nog zwaarder en duurde twee uur. Daarna viel de Sovjetinfanterie, gesteund door vele tanks en gemechaniseerde kanonnen aan. Ze werden getrakteerd op vuur van de verdedigers, ondersteund door artillerie, tanks, kustgeschut, Flak-geschut en schepen van Kampfgruppe Thiele. Keer op keer drongen de Sovjets in de Duitse stellingen en telkens werden deze door tegenaanvallen er weer uit gedreven. Ten noorden van Memel aan de kust bij Karkelbeck werden delen van de 58e Infanteriedivisie aangevallen door de 179e en 235e Fuselierdivisies en moesten wat grond prijsgeven. Maar overal elders hield het Duitse front. De tanks van Großdeutschland en de 7e Pantserdivisie moesten overal ingrijpen. De grote Kriegsmarineschepen hadden ook geweldig effect. Alleen al de Prinz Eugen verschoot van 10-12 en 14-15 oktober in totaal 1197 granaten van 20,3 cm af, vaak met verwoestend effect (ook op het Sovjetmoraal). De verdedigers claimden 66 vernietigde Sovjettanks, wat het totaal sinds 10 oktober op meer dan 150 stuks bracht. Maar beide zijden hadden zware verliezen geleden. De laatste grote Sovjetaanval volgde op 23 oktober, maar ook deze werd overal afgewezen.

### Verliezen
De divisies in het bruggenhoofd hadden zwaar geleden. De 58e Infanteriedivisie en Großdeutschland hadden nog maar 40% van hun sterkte en de 7e Pantserdivisie was slechts ter sterkte van een regiment. Deze divisie meldde op 21 oktober dat 2 Bef.Pz. III’s, 8 PzKw IV’s en 15 PzKw V’s inzetbaar waren.
Als voorbeeld van de verliezen die geleden werden, meldde het 28e Legerkorps over de 58e Infanteriedivisie dat deze tijdens de heftige gevechten van 10 tot 14 oktober 1944 in totaal 201 doden, 468 gewonden en 426 vermisten te betreuren had (totaal 1095 man). Over de totale periode van 9 oktober t/m 15 november waren het 274 doden, 812 gewonden en 447 vermisten (totaal 1533 man). Als vervanging kwamen slechts 110 man daarvoor terug.

## Drie maanden stellingenoorlog

### Troepenverschuivingen Sovjet-Unie
Het 3e Garde Tankkorps was slechts kort in actie rond het bruggenhoofd, want rond 20 oktober 1944 werd het gehele 5e Garde Tankleger al uit het front gehaald en werd Stavka-reserve.
Het 90e Fuselierkorps was tegen 22 oktober al uit het front genomen en werd kort daarop naar het Neman Front overgebracht. Het 1e Fuselierkorps gaf zijn frontlijn op 2 november af en werd vervolgens naar het Koerland Front verplaatst. Daarmee bleven rond het bruggenhoofd alleen het 19e en 92e Fuselierkorps met zes divisies over.
In januari 1945 werd het 43e Leger verplaatst naar het Neman-front en vervangen door het 4e Stoottroepenleger (Luitenant-generaal Pjotr F. Malisjev). Dit leger werd vanaf het Koerland Front overgeplaatst, maar nam de twee korpsen van het 43e Leger over en liet zijn eigen troepen achter.

### Troepenverschuivingen Wehrmacht
De 7e Pantserdivisie werd vanaf 22 oktober 1944 (zonder de Panzer-Einsatzgruppe die achterbleef) teruggetrokken over zee naar Pillau en rond 7 november naar Oefenterrein Arys in Oost-Pruisen overgebracht voor rust en herbouw. Pas op 22 november begon de Panzer-Einsatzgruppe Pz.Rgt. 25 zich per schip uit Memel terug te trekken naar Königsberg.
Op 21 november kwamen de kwartiermakers (Duits: Vorkommando) van de 95e Infanteriedivisie (Generalmajor Joachim-Friedrich Lang) aan in Memel, en in de tijd erna de rest van de divisie. Daarop begon vanaf 26 november de terugtrekking (per schip) van de Pantsergrenadierdivisie Großdeutschland.
De ad hoc gevormde Divisie z.b.V. 607 werd vanaf oktober 1944 ingezet op de Koerse Schoorwal, de staf werd gebruikt om zes zogenaamde "Alarm-Bataillonen" aan te sturen, die de schoorwal moesten beschermen tegen mogelijke Sovjetaanvallen. In november werd ook de staf van de 551e Volksgrenadierdivisie op de schoorwal ingezet en in december (t/m 30 december) ook de staf van Pantsergrenadierbrigade 18.
Op 3 december 1944 nam de personeelseenheid van de Sturmgeschütz-Brigade 278 in het bruggenhoofd de Sturmgeschütze (18 StuG III, 10 StuG IV) en de uitrusting over van de vertrekkende Sturmgeschütz-Brigade Großdeutschland.
Op 16 december nam de Schwere Panzer-Abteilung 502 twee Tigers over van de vertrekkende Pantsergrenadierdivisie Großdeutschland.
Op 5 januari 1945 werd de Schwere Panzer-Abteilung 502 omgedoopt in Schwere Panzer-Abteilung 511. Uiteindelijk op 21 januari werd gestart met de evacuatie over zee. Op dat moment beschikte de Abteilung nog steeds over 21 Tigers. De eerste drie Tigers arriveerden op 23 januari in Pillau.

### Motorschip Füselier
De transporten van en naar Memel liepen behoorlijk vrij van verliezen. Het enige grote schip dat verloren ging was de "Füselier" (6157 BRT). Dit schip was al bekend van de transporten van de 58e Infanteriedivisie. Op de avond van 19 november 1944 rond 22:00 voer het schip met een begeleidende kleine Kriegsmarine boot van Pillau naar Memel met een bemanning van 60 personen en 250 soldaten en passagiers. In de mist, met windkracht 4-5 en door uitval van de vuurtoren van Nidden miste het schip de ingang van de haven van Memel en voer voorbij tot het ter hoogte van Sovjet bezet gebied kwam, zo’n 15 km ten noorden van Memel. Pas rond 7:00 maakte een toevallig meevarende loods de kapitein erop attent dat de haven voorbijgevaren was. Tegelijk werd gemeten dat de waterdiepte nog maar 7,5 meter was. Het schip werd hard bakboord afgedraaid, maar het was al te laat. Op 1500 meter van de kust was het schip een makkelijk doel voor de Sovjet-artillerie. Vervolgens werd het schip aangevallen door twaalf Il-2’s en 4 LaGG-3’s. Door twee treffers ontstond een niet te blussen vuur dat resulteerde in het zinken/aan de grond lopen van het schip. De bemanning + passagiers op het schip en in de reddingsboten werden vervolgens neergemaaid door verdere aanvallen met twee Il-2’s, vier Jak-9’s en twee LaGG-3’s. Slecht 13 man ontkwamen en 22 werden krijgsgevangen gemaakt, de rest werd gedood of kwamen om op open zee. De begeleidende boot ontkwam. Aangezien het schip vervolgens door de Sovjets ingericht werd als observatiepost, werd het wrak definitief tot zinken gebracht door twee torpedo's van de U-475 in de nacht van 3/4 december 1944.

### Operatie “Silberstreifen”
Doel van Operatie “Silberstreifen” was een frontcorrectie in de noordelijke sector rondom Paul-Narmund om daarmee een kortere frontlinie te kunnen innemen. Ook kon een heuvel ten noorden van Gündullen ingenomen worden, om daarmee zicht te verbeteren. Drie bataljons, waarvan twee van Grenadierregiment 279 van de 95e Infanteriedivisie plus het Divisie Füselier Bataljon stonden op 10 januari 1945 om 13:00 klaar voor de aanval, elk ondersteund door een batterij Sturmgeschützen (een van de divisie (PanzerJäger Kompanie 1195) en twee van Sturmgeschütz-Brigade 278). Daarnaast was de volledige Schwere Panzer-Abteilung 511 beschikbaar. De Sovjet-tegenstander was de 179e Fuselierdivisie, voornamelijk bestaande uit het 234e Fuselierregiment. Het was licht vriezend weer, met matig zicht. Na een 12 minuten durende “Feuerschlag” van de artillerie werd de aanval ingezet. De Sovjets waren totaal verrast en boden relatief weinig tegenstand. Wel kwam meteen Sovjet-artillerie en mortieren in actie. Met name de snelle Panzer-stoot van de Schwere Panzer-Abteilung 511 langs Jagutten tot Standschen en Deutsch Crottingen was succesvol. Volgens opgaven van het 3e Pantserleger verloren de Sovjets 160 doden en 64 gevangenen, waaronder 3 officieren (o.a. 1 bataljonscommandant). Verschillende stukken artillerie werden vernietigd en buitgemaakt. Duitse verliezen waren 30 doden, 135 gewonden en 1 vermiste. Verder waren 2 Sturmgeschütze en 1 Tiger verloren gegaan. Pas de volgende dag, 11 januari, waren de Sovjets in staat goed te reageren. Volgens Duitse opgaven vonden twee aanvallen in bataljonssterkte en 5 aanvallen in compagniessterkte plaats, ondersteund door zo’n 10-15 tanks en 40 grondaanvalsvliegtuigen. Deze aanvallen werden onder zware verliezen door de Duitse troepen afgewezen, maar gingen ook de volgende dagen zonder succes nog verder. Operatie “Silberstreifen” was daarmee een volledig succes.

### Marine-inzet

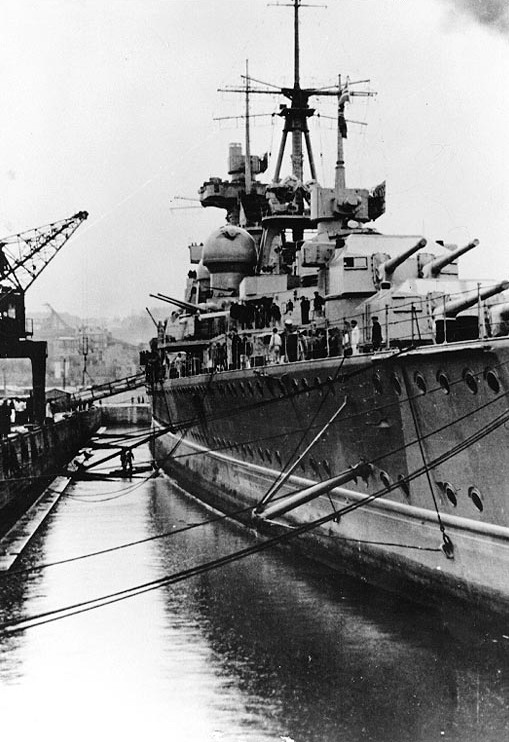
De Prinz Eugen (foto uit 1941)

De Duitse Kriegsmarine leverde een belangrijke bijdrage rond het bruggenhoofd Memel. De volgende acties zijn vermeldenswaard:
10 oktober 1944:

De Z25 bracht 200 man Heerestruppen naar Memel, nam op de terugweg naar Gotenhafen ongeveer 200 marine helpers mee terug
10 tot 15 oktober 1944: 

Bijna dagelijkse inzet van de Kampfgruppe Thiele vanuit Gotenhafen met de Prinz Eugen en de Lützow, het 6e Torpedobootjager-flottielje met de Z25, Z35 en Z 36 plus het 3e Torpedoboot-flottielje in wisselende samenstelling met de T13, T16, T19, T20 en T21. Doel was ondersteuning van de strijd te land rond Memel
22 en 24 oktober 1944: 

Inzet van de Kampfgruppe Thiele vanuit Gotenhafen met de Lützow, de torpedobootjagers Z28 en Z35 plus het 3e Torpedoboot-flottielje met de T21, T13 en T19 voor ondersteuning van de Duitse defensieve acties langs de frontlijn

## De bevrijding van Memel
De bevrijding van Memel was in feite een indirecte actie. In de voorbereiding van hun Oost-Pruisenoffensief, verplaatsten de Sovjets hun 43e Leger geheel naar het front aan de Memel. In plaats daarvan werd de staf van het Vierde Stoottroepenleger (onder bevel van Luitenant-generaal Pjotr F. Malisjev) weggenomen van het Koerland Front en verantwoordelijk voor de twee korpsen rond het bruggenhoofd Memel.
Het Oost-Pruisenoffensief startte op 13 januari 1945 en al snel trokken de Sovjets Samland binnen en bedreigden Koningsbergen. Het belang van Memel als bruggenhoofd was daarmee verdwenen en tevens werden de divisies van het 28e Legerkorps nu van achteren bedreigd. Adolf Hitler gaf op 22 januari 1945 toestemming het bruggenhoofd te evacueren. Het actuele bevel aan het 28e Legerkorps kwam op 24 januari om 02:30. Meteen werd begonnen met de evacuatie. De Schwere Panzer-Abteilung 511 was al aan het evacueren. Acht veerboten werden ingezet om mensen en materieel over te zetten over het Memeler Tief naar de Koerse Schoorwal. Intussen werd het bruggenhoofd stap voor stap ontruimd. In drie nachten, van 25 op 26, van 26 op 27 en van 27 op 28 januari werd de frontlinie teruggenomen. Eerst werden de noordelijke en oostelijke sectoren teruggenomen en later pas de zuidelijke. Dit om de Sovjets geen zicht op de schoorwal en de haven te geven. De evacuatie werd strak uitgevoerd, ondanks tot -20°C vorst, en ging met geringe verliezen gepaard. Op 28 januari om 04:00 verliet de laatste Duitse soldaat Memel. Alle resterende schepen voeren nu weg, richting Pillau.
Ook de Sovjets zaten niet stil. Het Vierde Stoottroepenleger, met het 19e en 92e Fuselierkorps, beschikkende over de 32e, 70e, 156e, 179e en 344e Fuselierdivisies plus de 16e 'Litouwse' Fuselierdivisie met zo’n 56.000 man stond klaar. Oorspronkelijk zou het leger op 22 januari aanvallen, maar dat werd uitgesteld. Maar op 25 januari zagen de Sovjettroepen dat de Duitsers met sterke troepenbewegingen bezig leken terug te trekken. Daarop werd besloten om de volgende dag aan te vallen. Op 26 januari nam de 179e Fuselierdivisie door de Duitsers verlaten stellingen aan de noordzijde van het bruggenhoofd in, maar pas op 27 januari om 10:00 begonnen beide korpsen pas serieus op te rukken. De gevechten waren beperkt tot schermutselingen met Duitse achterhoedetroepen, waarbij Duits artillerievuur en mijnenvelden de grootse hindernissen waren. Volgens Duitse berichten volgden de Sovjets ”schoorvoetend”. Dezelfde avond naderden de Sovjets de rand van de stad. Op 28 januari om 03:00 betrad het 1e bataljon van het 249e regiment van de 16e 'Litouwse' Fuselierdivisie (onder Generaal-majoor Vladas Karvelis) de stad. Deze divisie kreeg uit politieke- en propaganda-redenen de eer de stad in te nemen. Pas rond 08:00, dus vier uur na de volledige Duitse evacuatie, vertoonden zich de eerste Sovjetsoldaten in de haven.
Op de schoorwal stonden de Duitse troepen drie transportwegen ter beschikking: de normale weg, een provisorische smalspoorbaantje en het door de vorst hard geworden strand van de Oostzee. Beide divisies trokken terug via de schoorwal, via tussenposities, richting Samland, een afstand van 90 km. De 16e 'Litouwse' Fuselierdivisie intussen, ruimde de gehele kuststrook van het voormalig bruggenhoofd op, de meeste andere Sovjeteenheden trokken zich terug. Het 1e bataljon van het 113e regiment van de 32e Fuselierdivisie stak in de nacht van 29 januari over, maar kwam in een klein bruggenhoofd vast te zitten. De volgende nacht stak de 344e Fuselierdivisie over en daarmee kwam genoeg gewicht aan voor het 19e Fuselierkorps om de Duitse troepen te kunnen achtervolgen op de schoorwal. Op 4 februari 1945 ten slotte maakten de Sovjettroepen van het korps contact met die van het 3e Wit-Russische Front bij Sarkau. Het hele 92e Fuselierkorps werd al op 30 januari naar het Koerland Front verplaatst.
Volgens Sovjetopgaven leden de Duitsers stevige verliezen, met 2000 doden en 61 gevangenen, dit alles onder ”zware gevechten”. Dit alles lijkt volgens de analyse van Safronovas niet geloofwaardig. Duitse gegevens ontbreken. Zelf verloor het Vierde Stoottroepenleger 403 doden en 1066 gewonden van 25 januari tot 4 februari.

## Na-oorlogs Memel

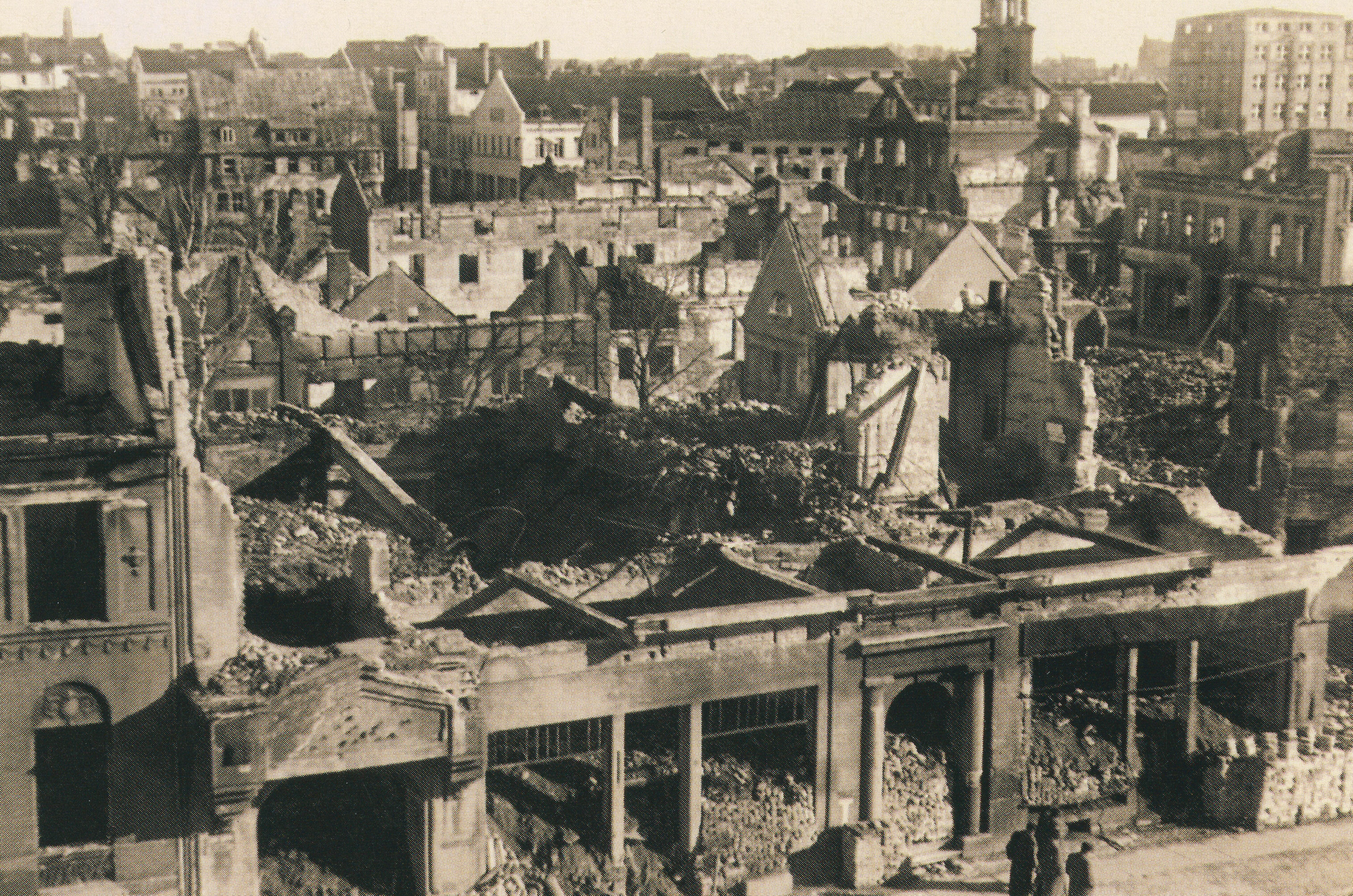
De ruïnes in Memel (intussen omgedoopt tot Klaipėda) zijn in januari 1947 nog steeds aanwezig

Memel, dat slechts van 1923 tot 1939 deel uitmaakte van Litouwen voordat het opnieuw in Duitsland werd opgenomen, werd onder Sovjetregime overgedragen aan de Litouwse SSR. In 1947 werd het officieel hernoemd onder de Litouwse naam Klaipėda.